# Puerto Ricó-i lappantyú
A Puerto Ricó-i lappantyú (Antrostomus noctitherus) a madarak (Aves) osztályának a lappantyúalakúak (Caprimulgiformes) rendjéhez, ezen belül a lappantyúfélék (Caprimulgidae) családjához tartozó faj.

## Rendszerezése
A fajt Alexander Wetmore amerikai ornitológus írta le 1919-ben, a Setochalcis nembe Setochalcis noctitherus néven. Sorolták a Caprimulgus nembe Caprimulgus noctitherus néven is.

## Előfordulása
Puerto Rico délnyugati részén honos. Természetes élőhelyei szubtrópusi vagy trópusi síkvidéki esőerdők, lombhullató erdők és cserjések, valamint ültetvények. Állandó, nem vonuló faj.

## Megjelenése
Testhossza 22–23 centiméter, testtömege 35–37 gramm. Tollazata szürke, barna és fekete foltos. Fekete torkát, vékony fehér csík határolja.
|  |

## Életmódja
Rovarokkal, főleg bogarakkal és lepkékkel táplálkozik.

## Természetvédelmi helyzete
Az elterjedési területe kicsi, egyedszáma 1300 példány alatti, széttöredezett és csökken. A Természetvédelmi Világszövetség Vörös listáján súlyosan veszélyeztetett fajként szerepel.

## Külső hivatkozások
- Képek az interneten a fajról
- Internet Bird Collection - videók a fajról
- Xeno-canto.org - a faj hangja és elterjedési területe